# Леандро Фаджин
Леандро Фаджин (італ. Leandro Faggin, 18 липня 1933 — 6 грудня 1970) — італійський велогонщик.
Олімпійський чемпіон 1956 (гіт на 1 км), 1956 (командна гонка переслідування) років.